# Titt Fasmer Dahl
Pour les articles homonymes, voir Dahl.
Pauline Mathilde «Titt» Fasmer Dahl (née le 2 novembre 1903 à Trondheim et morte le 17 octobre 1985 à Oslo) est une journaliste et écrivaine norvégienne.

## Œuvres
- Alle pikers bok (Gyldendal, 1943)
- Det var engang en spillemann. Fire eventyr om musikkens mestere (Aschehoug, 1946).  Illustr. Knut Yran.
- Trollmenn i Toneheimen. Tre nye eventyr om musikkens mestere (1947)
- Alle pikers nye bok (Gyldendal, 1948).
- Alle piker vil bli til noe (Gyldendal, 1949).  Yrkesrettledning.
- Eventyr i toner: Chopin - Schumann - Brahms (Aschehoug, 1950)
- L'histoire merveilleuse d'Albert Schweitzer; (Eventyret om Albert Schweitzer), 1954).  traduction française 1956, Les Presses de la Cité.
- Ungdommens musikkbibliotek. Bach - Händel - Haydn (Aschehoug, 1958).  Illustr. Chrix Dahl.
- Musikkens store B'er (1970).  Illustr. Chrix Dahl.
- De tryllet i toner. Händel. Haydn. Mozart (Gyldendal, 1971).  Illutr. Chrix Dahl.